# أل ريتشاردسون
أل ريتشاردسون (بالإنجليزية: Al Richardson)‏ هو لاعب كرة قدم أمريكية أمريكي، ولد في 23 سبتمبر 1957 في أبيفيل في الولايات المتحدة.

## وصلات خارجية
- أل ريتشاردسون على موقع مرجع كرة القدم المحترفة.كوم (الإنجليزية)